# Joshua Chelanga
Joshua Chelanga (district Baringo, 7 april 1973) is een voormalig Keniaanse marathonloper.

## Loopbaan
In 2001 werd Chelanga derde op de marathon van Boston en in 2002 tweede op de marathon van de Gemenebestspelen. In 2004 liep hij zijn persoonlijke record op de marathon van 2:07.25 tijdens de marathon van Berlijn. In 2005 werd hij vierde in deze wedstrijd.
Op 15 april 2007 won hij de marathon van Rotterdam in een tijd van 2:08.51 onder zeer hete omstandigheden (25° Celsius).
Na 2011 heeft Chelanga geen (internationale) wedstrijden meer gelopen.

## Persoonlijke records
Baan
| Onderdeel | Prestatie | Datum            | Plaats  |
| --------- | --------- | ---------------- | ------- |
| 5000 m    | 13.16,76  | 30 juni 2000     | Rome    |
| 10.000 m  | 27.36,62  | 22 augustus 1997 | Brussel |

Weg
| Onderdeel      | Prestatie | Datum             | Plaats          |
| -------------- | --------- | ----------------- | --------------- |
| 10 km          | 27.44     | 17 april 1999     | New Orleans     |
| 15 km          | 43.18     | 27 april 1997     | La Courneuve    |
| 10 Eng. mijl   | 46.25     | 9 april 2000      | Washington D.C. |
| 20 km          | 59.38     | 7 september 1998  | New Haven       |
| halve marathon | 1:01.35   | 5 maart 2006      | Parijs          |
| 25 km          | 1:14.52   | 26 september 2004 | Berlijn         |
| 30 km          | 1:29.37   | 26 september 2004 | Berlijn         |
| marathon       | 2:07.05   | 26 september 2004 | Berlijn         |

## Prestaties

### 5000 m
- 1995: 7e Keniaanse kamp. - 13.52,41
- 1996:  Bugeat - 13.43,67
- 1996:  Khania - 13.35,21
- 1996:  Meeting San Antonio in Lissabon - 13.27,19

### 10.000 m
- 1996:  Franse kamp. in La Celle St Cloud - 28.07,42
- 1997: 4e Keniaanse WK Trials in Nairobi - 28.55,0
- 2000:  Trofeo Ayuntamiento de Barakaldo - 27.49,9

### 5 km
- 1998: 4e ConnectiCare Classic - 14.12
- 1998: 4e Harvard Pilgrim - 13.33

### 10 km
- 1996: 10e Corrida van Houilles - 29.01
- 1998:  Richard S Caliguiri City of Pittsburgh Great Race - 28.23
- 1998:  Arturo Barrios Invitational in Chula Vista - 28.52
- 1999:  Crescent City Classic in New Orleans - 27.45
- 1999:  Sallie Mae in Washington - 28.17
- 2000:  Giro Citta di Arco - 28.17
- 2003: 5e Giro Podistico Città di Arco - 29.22
- 2004:  Carrera Internacional Abraham Rosa in Toa Baja - 28.28,2

### 15 km
- 1997:  Puy en Velay - 44.06

### 10 Eng. mijl
- 1998:  Yankee Homecoming - 49.42
- 2000: 5e Nortel Networks Cherry Blossom - 46.25

### 20 km
- 1998: 4e New Haven Road Race - 59.38

### halve marathon
- 1997:  halve marathon van Gualtieri - 1:01.02
- 1997:  halve marathon van Vitry-sur-Seine - 1:01.22
- 1997:  halve marathon van Lille (Rijsel) - 1:01.37
- 1997: 26e WK in Košice - 1:02.12
- 1998: 4e halve marathon van Rio de Janeiro - 1:02.18
- 1999:  halve marathon van Gualtieri - 1:01.41
- 2001:  halve marathon van Eldoret - 1:02.23
- 2004:  halve marathon van Virginia Beach - 1:01.55
- 2004:  halve marathon van Mataró - 1:06.07
- 2004:  halve marathon van Guadalajara - 1:08.39
- 2004:  halve marathon van Guadalajara - 1:08.39
- 2006: 4e halve marathon van Parijs - 1:01.35

### marathon
- 2001:  marathon van Boston - 2:10.29
- 2001: 21e marathon van Chicago - 2:18.04
- 2002: 11e marathon van Boston - 2:12.40
- 2002:  marathon van Manchester - 2:12.44
- 2003: 40e marathon van New York - 2:29.26
- 2004:  marathon van Berlijn - 2:07.05
- 2005: 8e marathon van Seoel - 2:17.03
- 2005: 6e marathon van Lewa - 2:24.55
- 2005: 4e marathon van Berlijn - 2:09.10
- 2006: 26e marathon van Parijs - 2:21.21
- 2006: 12e marathon van Eindhoven - 2:18.08
- 2007:  marathon van Rotterdam - 2:08.20,5
- 2007:  marathon van Seoel - 2:08.14
- 2008:  marathon van Shanghai - 2:17.46
- 2009: 14e marathon van Rotterdam - 2:18.35,8
- 2010: 18e marathon van Parijs - 2:13.36
- 2010: 6e marathon van Carpi - 2:12.27

### veldlopen
- 1996: 25e Keniaanse kamp. in Nairobi - 37.09
- 1997: 4e Keniaanse kamp. in Nairobi - 35.33
- 1997: 17e WK (lange afstand) in Turijn - 36.19 (goud met team)
- 1999:  Afrikaans militaire kamp. in Nairobi - 39.44
- 1999: 4e WK (lange afstand) in Belfast - 39.05
- 1999:  WK (teamwedstrijd) in Belfast
- 2001: 7e Keniaanse kamp. in Nairobi - 36.59